# Rue Fresnel
Ne pas confondre avec l'ancienne rue Fresnel dans le 5e arrondissement de Paris : voir rue de Versailles
La rue Fresnel est une voie du 16e arrondissement de Paris, en France.

## Situation et accès
La rue Fresnel est une voie publique située dans le 16e arrondissement de Paris. Elle débute au 7, rue de la Manutention et se termine au 4, avenue Albert-de-Mun.
La station de métro la plus proche est la station Iéna, desservie par la ligne 9.

## Origine du nom

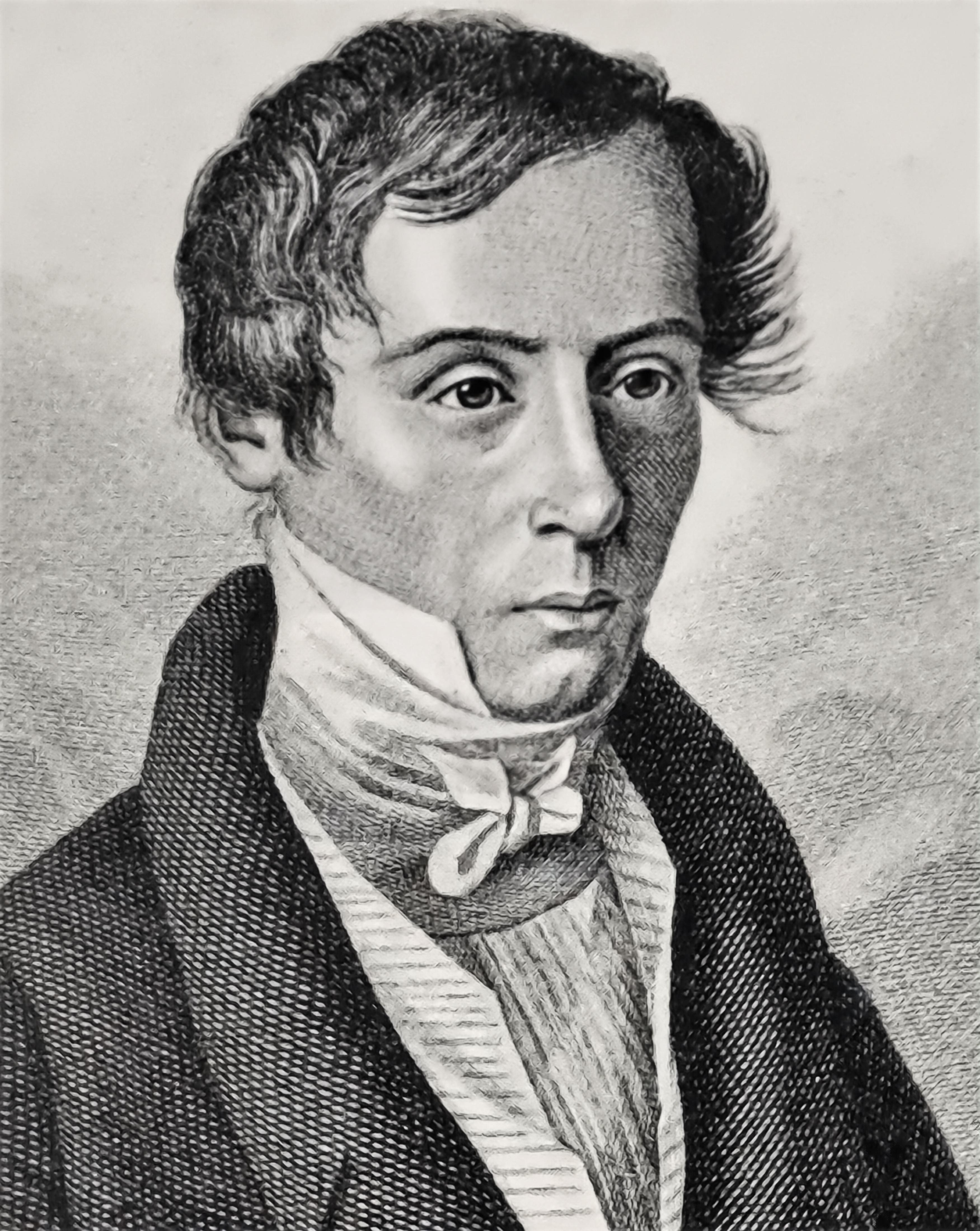
Augustin Fresnel.

Elle porte le nom de l'ingénieur et physicien français Augustin Fresnel (1788-1827), célèbre par ses travaux sur la théorie de la lumière et le perfectionnement des phares.

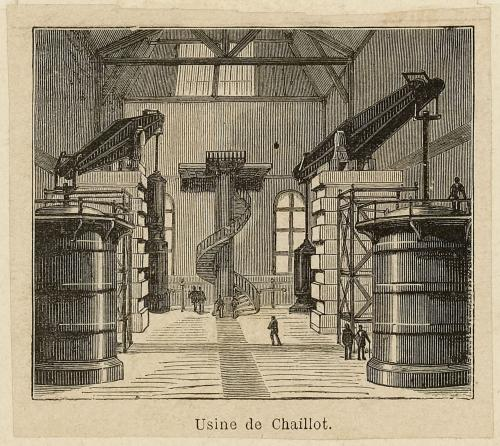
Usine Cail de Chaillot.

## Historique
La rue Fresnel est issue du lotissement du terrain de 2 hectares situé actuellement entre les jardins du Trocadéro, le palais de Tokyo, la Seine et l'avenue d'Iéna sur lequel s'étaient édifiés à partir de 1818 l'atelier du chimiste Charles Derosne pour la construction de matériel de distillation au 7, rue des Batailles (emplacement de l'actuelle avenue d'Iéna) puis le siège social et l'usine de la Société Ch.Derosne et Cail, ensuite société Cail, progressivement étendues jusqu'au quai Debilly. Cette usine qui construisait du matériel pour les sucreries, des machines-outils puis, à partir de 1844, des locomotives, dont les célèbres Crampton, était la plus importante entreprise industrielle de Paris, employant 1 500 ouvriers dans les années 1850.
L'usine fut détruite par un incendie en 1865 et les ateliers transférés à l'usine de Grenelle. L'usine de Chaillot ne fut pas reconstruite  et les rues Fresnel et Foucault furent tracées en 1877 sur le lotissement du terrain des installations abandonnées,.
La rue a reçu sa dénomination actuelle par un décret du 10 novembre 1877.

Site de la rue Fresnel en 1860 et en 1878
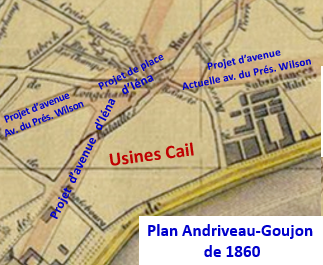
Plan de 1860.
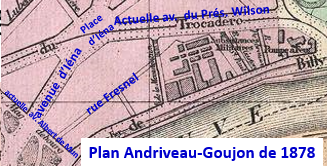
Rue Fresnel sur plan de 1878.

Une terrasse maintenue par un mur au nord-ouest de la rue Fresnel (côté des numéros pairs) a été créée à l'arrière des somptueux hôtels particuliers des nos 2 à 10 de l'avenue d'Iéna et des immeubles résidentiels au sud de la place d'Iéna construits à cette époque. Pour préserver la vue sur la Seine et la ville à l'arrière de ces hôtels et immeubles, la hauteur des constructions des nos 1 à 21 de la rue Fresnel a été limitée à 14,30 m. Ces immeubles de type haussmannien ne comportent ainsi que 3 étages alors que ceux construits à la même époque s'élèvent en général à 5 étages sous combles.

Rue Fresnel
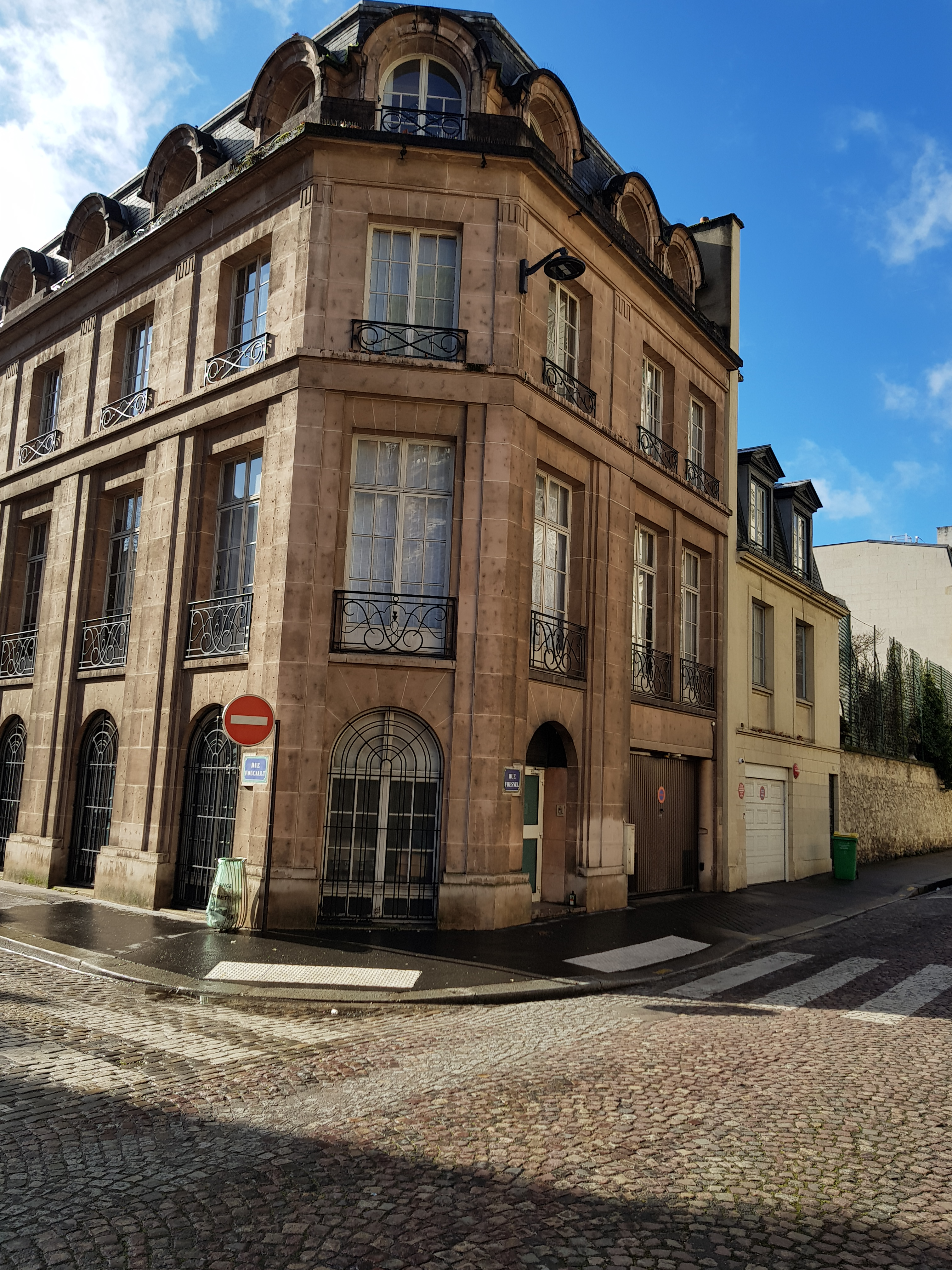
Immeuble situé à l’angle de la rue Fresnel et de la rue Foucault.
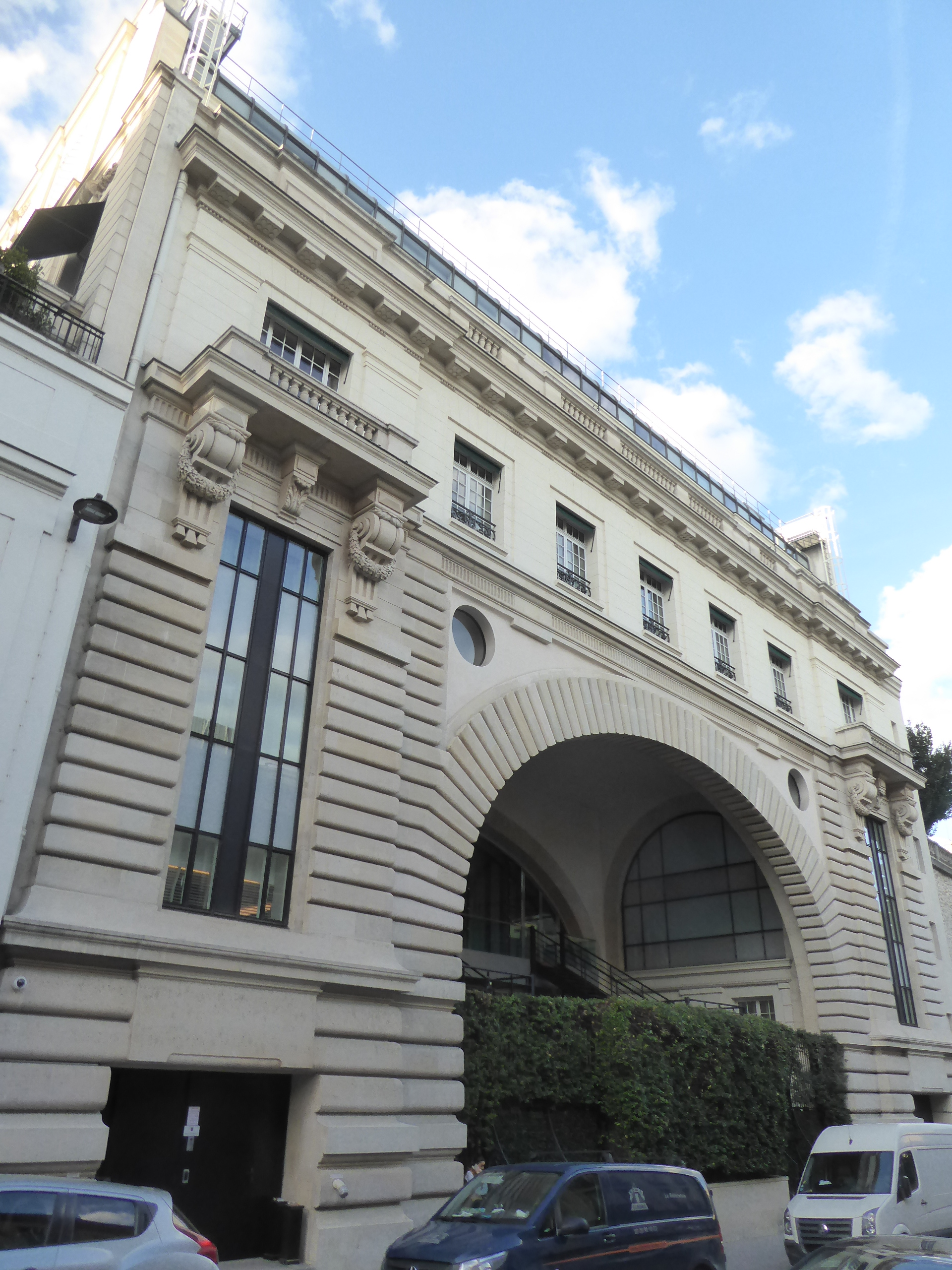
Ancien hôtel du prince Roland Bonaparte : accès au no 10.
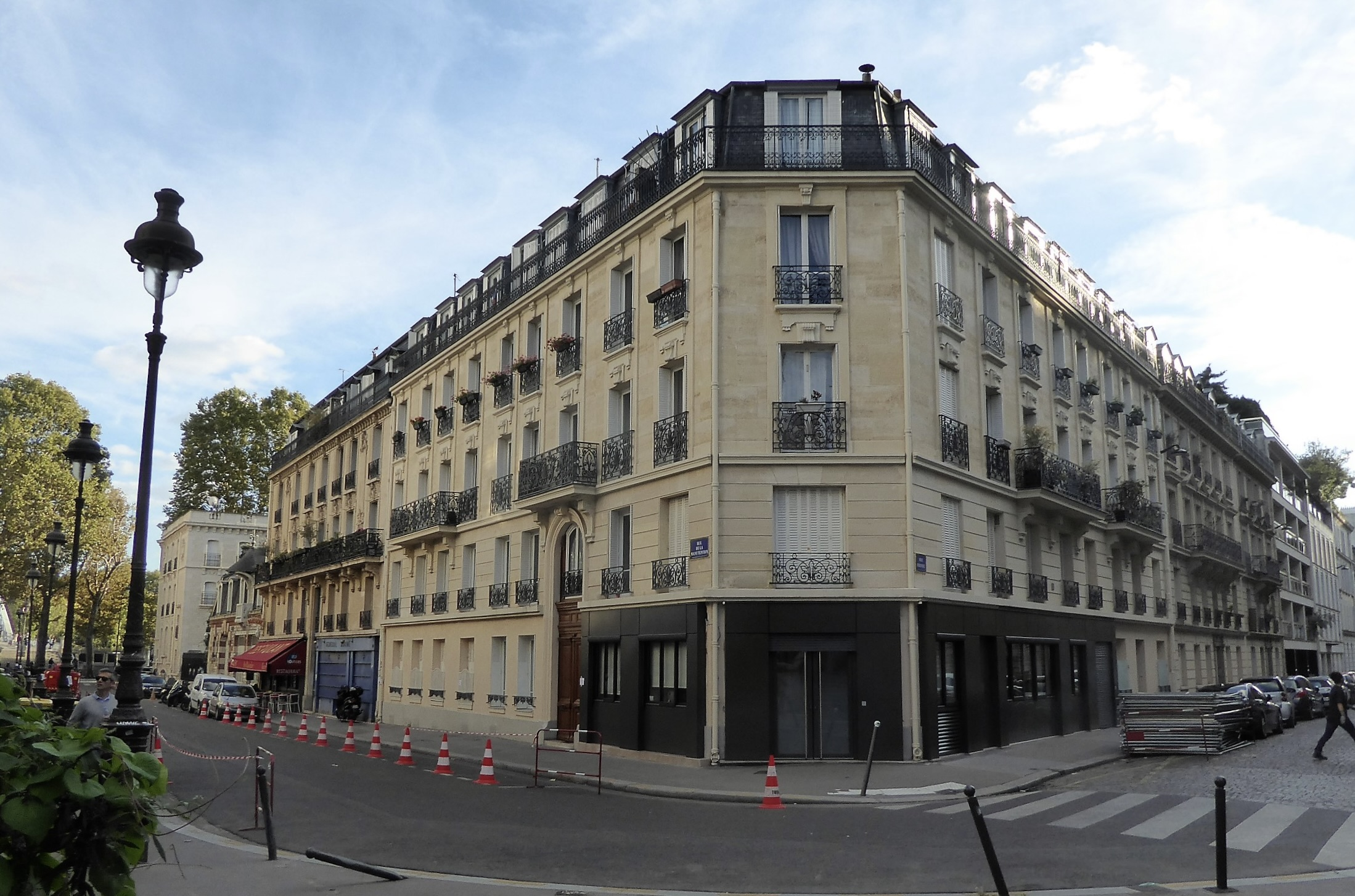
Immeubles angle rue Fresnel et rue de la Manutention.

## Bâtiments remarquables et lieux de mémoire
- L’homme politique et homme d’affaires congolais Denis Christel Sassou Nguesso, fils du président congolais Denis Sassou-Nguesso, possédait un triplex dans un immeuble de la rue, appartement saisi fin 2019 par la justice française dans le cadre d’une affaire de blanchiment[3].
- No 10 : accès arrière, sous une arche majestueuse, de l'ancien l’hôtel du prince Roland Bonaparte dont l'entrée principale est au no 10 de l'avenue d'Iéna, édifié entre 1892 et 1899 par l’architecte Ernest Janty, actuellement Shangri-La Hotel Paris.
- No 21 : à cette adresse habitait Léon Say (1826-1896), plusieurs fois ministre des Finances.
- No 23 : ici habitait  le duc Gaston d'Audiffret-Pasquier (1823-1905), académicien et sénateur. Ce fut aussi la résidence d'Ernest Mallet.